# Börries von Münchhausen
Börries von Münchhausen, född 20 mars 1874 i Hildesheim, död 16 mars 1945 i Windischleuba (självmord), var en tysk friherre, nazist och författare. Münchhausen var en förnyare av den tyska balladdiktningen, och tillsammans med Agnes Miegel och Lulu von Strauss und Torney hjälpte han kring sekelskiftet genren ballad till en sista glansperiod.

## Biografi
Münchhausen studerade juridik, filosofi och naturvetenskap. År 1897 publicerades hans första dikter Gedichte, 1900 Juda och Balladen samt 1902 Das ritterliche Liederbuch, vilka följdes av en rad publiceringar, främst av lyrik men även en del prosa, varav nästan alla nådde höga upplagor.
Münchhausen deltog aktivt i första världskriget. Efter dess slut bodde han i sitt slott Windischleuba vid Altenburg i Thüringen. Trots de stora framgångarna blev hans litteratur ändå redan under hans livstid allt mer historisk. Efter hustruns död begick Münchhausen självmord genom att inta en överdos sömntabletter.
I sina ballader och sånger använde Münchhausen gestalter och situationer ur det tyska förflutna, i synnerhet riddartiden. Andra teman i hans dikter är spökhistorier, kärlek och död.
Mot slutet av andra världskriget återfanns Börries von Münchhausen på propagandaministeriets lista över "gudabenådade" kulturskapare, den så kallade Gottbegnadeten-Liste, vilket skänkte honom ett extra skydd av staten och befriade honom från allt deltagande i militär verksamhet.